# Високопільська сільська рада (Олександрівський район)
| Високопільська сільська рада — колишній орган місцевого самоврядування у Олександрівському районі Донецької області з адміністративним центром у с. Високопілля. Сільській раді були підпорядковані населені пункти: - c. Високопілля - с. Запаро-Мар'ївка |

## Склад ради
Рада складалася з 12 депутатів та голови.

## Керівний склад сільської ради
| ПІБ                     | Основні відомості                                                         | Дата обрання | Дата звільнення |
| ----------------------- | ------------------------------------------------------------------------- | ------------ | --------------- |
| Гарна Людмила Сергіївна | Сільський голова, 1952 року народження, освіта, член Партії регіонів      | 26.03.2006   | 31.10.2010      |
| Гарна Людмила Сергіївна | Сільський голова, 1952 року народження, освіта вища, член Партії регіонів | 31.10.2010   |                 |

Примітка: таблиця складена за даними джерела